# Municipio de Hvidovre
El municipio de Hvidovre (en danés Hvidovre Kommune ) es un municipio ( en danés, kommune ) en la Región Capital cerca de Copenhague en la isla de Selandia (Sjælland) en el este de Dinamarca. El municipio tiene una superficie de 22 km 2, y tiene una población total de 53.760 habitantes (1 de enero de 2024). Su alcalde es Anders Wolf Andresen, miembro del partido político La Izquierda Verde ( Socialisk Folkeparti ).
La ciudad principal y sede de su consejo municipal es la ciudad de Hvidovre. Otras localidades del municipio son Avedøre y Friheden .
Los municipios vecinos son Copenhague al este, Rødovre al norte y Brøndby al oeste. Parte de su frontera oriental son las aguas de Kalveboderne, y al sur está la bahía de Køge ( Køge Bugt ). La parte más meridional del municipio, conocida como Avedøre Holme, se adentra en la bahía de Køge y forma parte de la entrada a Kalveboderne, cuyas aguas separan la isla de Zealand de la vecina Amager. Avedøre Holme alberga dos puertos.

## Historia
La parroquia de Hvidovre abarcaba originalmente los pueblos de Hvidovre, Valby y Vigerslev. La parroquia civil de Hvidovre («Hvidovre Sognedistrikts» o «Hvidovre Sognekommune») se constituyó en 1803. En 1841, se fusionó con Frederiksberg bajo el nombre de Hvidovre-Frederiksberg Sognekommune (parroquia civil de Hvidovre-Frederiksberg), pero ambas volvieron a dividirse en 1858 y Valby y Vigerslev fueron transferidas a Copenhague en 1901. 
El municipio de Hvidovre se creó con la reforma municipal danesa de 1970 y abarca las parroquias de Hvidovre, Risbjerg y Strandmark. Avedøre se transfirió de Glostrup a Hvidovre en 1974. 
El municipio de Hvidovre no se fusionó con otros municipios el 1 de enero de 2007 como parte de la Kommunalreformen ("La reforma municipal" de 2007) a nivel nacional.

## Parques y espacios verdes
Vestvolden sigue el límite occidental del municipio de Hvidovre. El aeródromo de Avedøre, construido en 1917, es el más antiguo que se conserva en Dinamarca. Strandengen («el prado de la playa») sirve para pastos del ganado vacuno y ovino en verano. Otros espacios verdes son Kystagerparken, Lodsparken, Mågeparken y Rebæk Søpark.

## La ciudad de Hvidovre
La ciudad es un suburbio de Copenhague, situado a unos 10 km al suroeste del centro de la ciudad. Su nombre se debe a que en Hvidovre había una iglesia blanca (hvid significa «blanco» en danés). Este mismo principio también se aplica al municipio vecino de Rødovre, donde se puede ver una iglesia roja (rød significa «rojo» en danés).
La ciudad es conocida por su equipo de fútbol, el Hvidovre IF, donde han jugado famosos futbolistas daneses como Peter Schmeichel, Kenneth Brylle y Michael Manniche. Stephan Andersen, que jugó en el Charlton, también ha jugado en el club. También es el lugar de nacimiento del joven defensa del Liverpool Daniel Agger y de Thomas Kahlenberg.
El campo de producción cinematográfica Filmbyen (fundado por Lars von Trier y la empresa Zentropa de Peter Aalbæk Jensen) se encuentra en Hvidovre.

## Política

### Consejo municipal
El consejo municipal de Hvidovre está formado por 21 miembros, elegidos cada cuatro años.
A continuación se presentan los concejos municipales elegidos desde la Reforma Municipal de 2007 .
| A                                              | C  | F | H | O | T | V | Ø |       |    |       |                           |
| 2005                                           | 11 | 1 | 1 | 2 | 2 | 2 | 2 |       | 21 | 63.7% | Milton Graff Pedersen (A) |
| 2009                                           | 7  | 1 | 4 | 3 | 3 | 1 | 2 | 58.7% | 21 |       | Milton Graff Pedersen (A) |
| 2013                                           | 8  | 1 | 1 | 3 | 5 |   | 2 | 1     | 21 | 68.6% | Helle M. Adelborg (A)     |
| 2017                                           | 8  | 2 | 3 | 2 | 3 | 2 | 1 | 65.9% | 21 |       | Helle M. Adelborg (A)     |
| Data from Kmdvalg.dk 2005, 2009, 2013 and 2017 |    |   |   |   |   |   |   |       |    |       |                           |

## Curiosidades
El edificio de oficinas más largo de Dinamarca, Copenhagen Business Park, está situado en el municipio en la dirección Stamholmen 143-161. Es uno de los edificios de oficinas más grandes de Dinamarca y cuenta con 67 000 metros cuadrados alquilados. Fue construido por Bøje Nielsen en 1982 .  

## Ciudades gemelas, ciudades hermanas
El municipio está hermanado con: 
| - Oppegård en Noruega - Rydułtowy en Pol | - Sollentuna en Suecia - Tuusula en Finlandia - Várkerület en Hungría |